# 德爾維希國
德爾維希國是19世紀末索馬里人伊斯蘭主義者穆罕默德·阿卜杜拉·哈桑於今索马里兰（國際上承認為索馬利亞一部分）和衣索比亞東部（索馬里州）建立的伊斯蘭教遜尼派國家，成立於1896年。1920年，被英國灭亡。

## 歷史
穆罕默德·阿卜杜拉·哈桑宣稱自己是索馬里人的蘇丹，將追隨者組織成稱為「托钵僧」（Dervishes，音译“德爾維希”）的軍團。德爾維希國因成功擊退義大利與英國四次入侵聞名，被認為是鄂圖曼土耳其帝國與德意志帝國的盟友，並撑過了瓜分非洲的風潮與第一次世界大戰，為當時非洲大陸上唯一倖存的穆斯林國家。1920年，英國第五次入侵，使用空軍轟炸首都塔莱赫而滅亡了德爾維希國。

## 影響
德爾維希運動在20世紀初暫時創造了一個流動的索馬利亞“準國家”，其邊界不固定，人口也有波動。這是殖民時期撒哈拉以南非洲最血腥、持續時間最長的武裝運動之一，與第一次世界大戰重疊，戰爭也摧毀了當地經濟。學者們對索馬利亞激進的托缽僧運動的出現和消亡有不同的解釋。有些人認為「蘇菲伊斯蘭」意識形態是推動者，有些人則認為列強佔領引發的遊牧生活方式的經濟危機和「殖民掠奪」是德爾維希運動的觸發因素，將其歸類於「反殖民主義」意識形態，而後現代主義者則認為宗教和民族主義共同創造了德爾維希運動。這也啟發了後來的索馬里民族主義，號召將所有索馬里人統一起來。現在統治當地的卡圖莫政府所使用的旗幟，即受到德爾維希運動的啟發。